# GWR-Klasse Iron Duke
Die Lokomotiven der Klasse Iron Duke waren Dampflokomotiven für Schnellzüge der Great Western Railway in Brunel-Breitspur.

## Überblick
Ein unter Leitung von Sir Daniel Gooch in den Swindon Works gebauter Prototyp namens Great Western wurde 1846 zunächst mit der Achsfolge 1A1 geliefert, nach einem Bruch der vorderen Laufachse jedoch bald mit einer zusätzlichen Laufachse in die Achsfolge 2A1 umgebaut. Die nachfolgend gleichartigen Serienlokomotiven, die zwischen April 1847 und Juli 1855 erstellt wurden, hatten die gleiche Achsfolge und wurden als Iron-Duke-Klasse bezeichnet. Die Maschinen erhielten einen Außenrahmen mit innenliegendem Triebwerk. Sämtliche Radsätze waren fest im Rahmen gelagert, die Treibachse war spurkranzlos.

## Einsatz

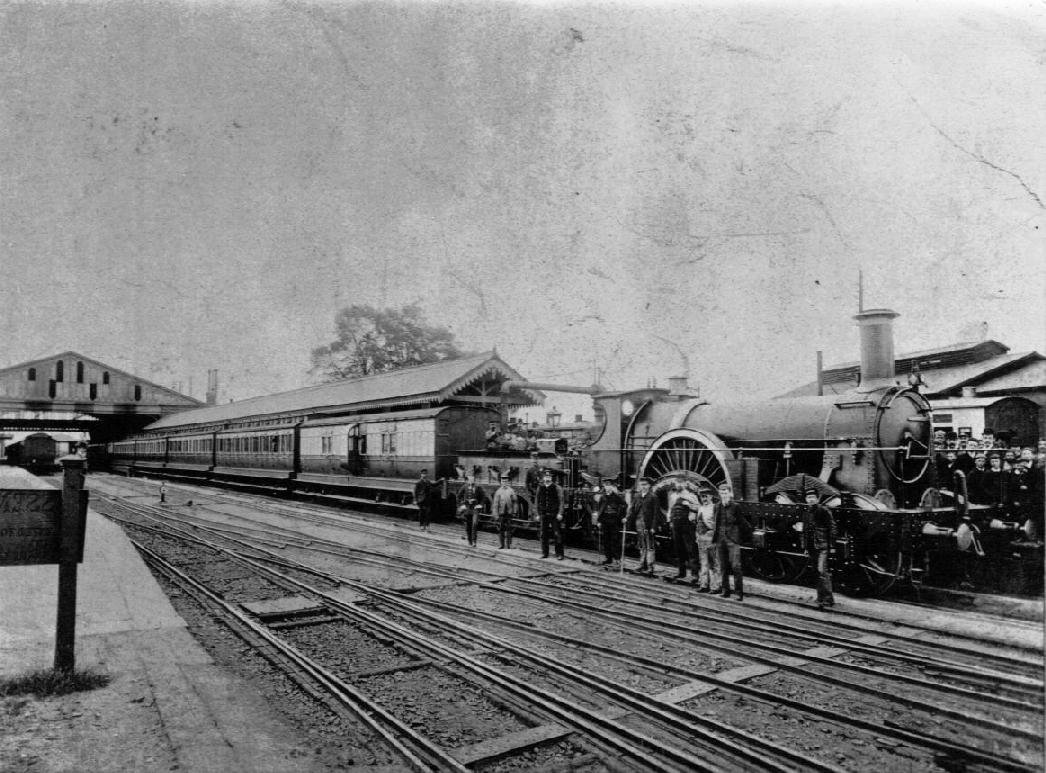
Lokomotive „Dragon“ in Taunton vor dem letzten Zug auf Breitspur von London nach Penzance am 20. Mai 1892

Für die damalige Zeit waren diese Maschinen mit Spitzengeschwindigkeiten von 80 mph bzw. 128 km/h besonders schnell. Sie wurden für den Flying Dutchman Express eingesetzt, der damit für mehrere Jahrzehnte der schnellste Zug der Welt war. Die Strecke von London Paddington Station nach Exeter (194 Meilen bzw. 310 km) wurde mit einer Durchschnittsgeschwindigkeit von 53 mph bzw. 85 km/h bedient, auf dem flachen Abschnitt zwischen London und Swindon wurden sogar knapp 60 mph bzw. 96 km/h Reisegeschwindigkeit erreicht.

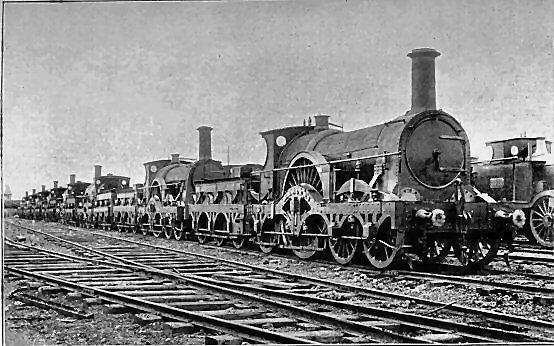
Zur Verschrottung abgestellte Maschinen der Iron Duke Class

## Klassendefinition
Ab 1865 wurden die Lokomotiven der Iron-Duke-Class als Alma Class geführt. 1870 wurden drei Maschinen tiefgreifend umgebaut. Diese und nachfolgend zwischen 1871 und 1888 gefertigte gleichartige Neubauten wurden danach als Rover class bezeichnet. Abgesehen von den drei Umbauten wurden die Iron-Duke-Originalmaschinen zwischen Dezember 1870 und Juni 1884 und die „Rover“-Varianten bis letztlich 1892 außer Dienst gestellt.

## Einzelexemplare
Die Jahreszahlen bezeichnen die Indienststellung und Ausmusterung.

### Iron Duke class
- Alma (1854–1872)
- Amazon (1851–1877)
- Balaklava (1854–1871)
- Courier (1848–1877)
- Crimea (1855–1876)
- Dragon (1848–1872)
- Emperor (1847–1873)
- Estafette (1850–1884)
- Eupatoria (1855–1876)
- Great Britain (1847–1880)
- Great Western (1846–1870), erste Maschine
- Hirondelle (1848–1873)
- Inkermann (1855–1877)
- Iron Duke (1847–1871)
- Kertch (1855–1872)
- Lightning (1847–1878)
- Lord of the Isles (1851–1884)
- Pasha (1847–1876)
- Perseus (1850–1880)
- Prometheus (1850–1887)
- Rougemont (1848–1879)
- Rover (1850–1871)
- Sebastopol (1855–1880)
- Sultan (1847–1874)
- Swallow (1849–1871)
- Tartar (1848–1876)
- Timour (1849–1871)
- Tornado (1849–1881)
- Warlock (1848–1874)
- Wizard (1848–1875)

### Rover class
* = Umbau der Maschine der ersten Bauserie
** = Name übernommen von zuvor ausgemusterter Maschine der ersten Bauserie
- Alma (1880–1892) *
- Amazon (1878–1892) *
- Balaklava (1871–1892) *
- Bukeley (1880–1892) **
- Courier (1878–1892) **
- Crimea (1878–1892) **
- Dragon (1880–1892) **
- Emperor (1880–1892) **
- Eupatoria (1878–1892) **
- Great Britain (1880–1892) **
- Great Western (1888–1892) **
- Hirondelle (1873–1890) **
- Inkermann(1878–1892) **
- Iron Duke (1873–1892) **
- Lightning (1878–1892) **
- Prometheus (1888–1892) **
- Rover (1871–1892) ** erste neue Maschine und Namensgeber der zweiten Serie
- Sebastopol (1880–1892) **
- Sultan (1876–1892) **
- Swallow (1871–1892) **
- Tartar (1876–1892) **
- Timour (1873–1892) **
- Tornado (1888–1892) **
- Warlock (1876–1892) **

## Replik und Modell
Eine 1985 gebaute betriebsfähige Replik im Originalmaßstab befindet sich im Maritime Heritage Centre in Bristol, ein maßstäbliches Modell im STEAM-Museum Swindon.

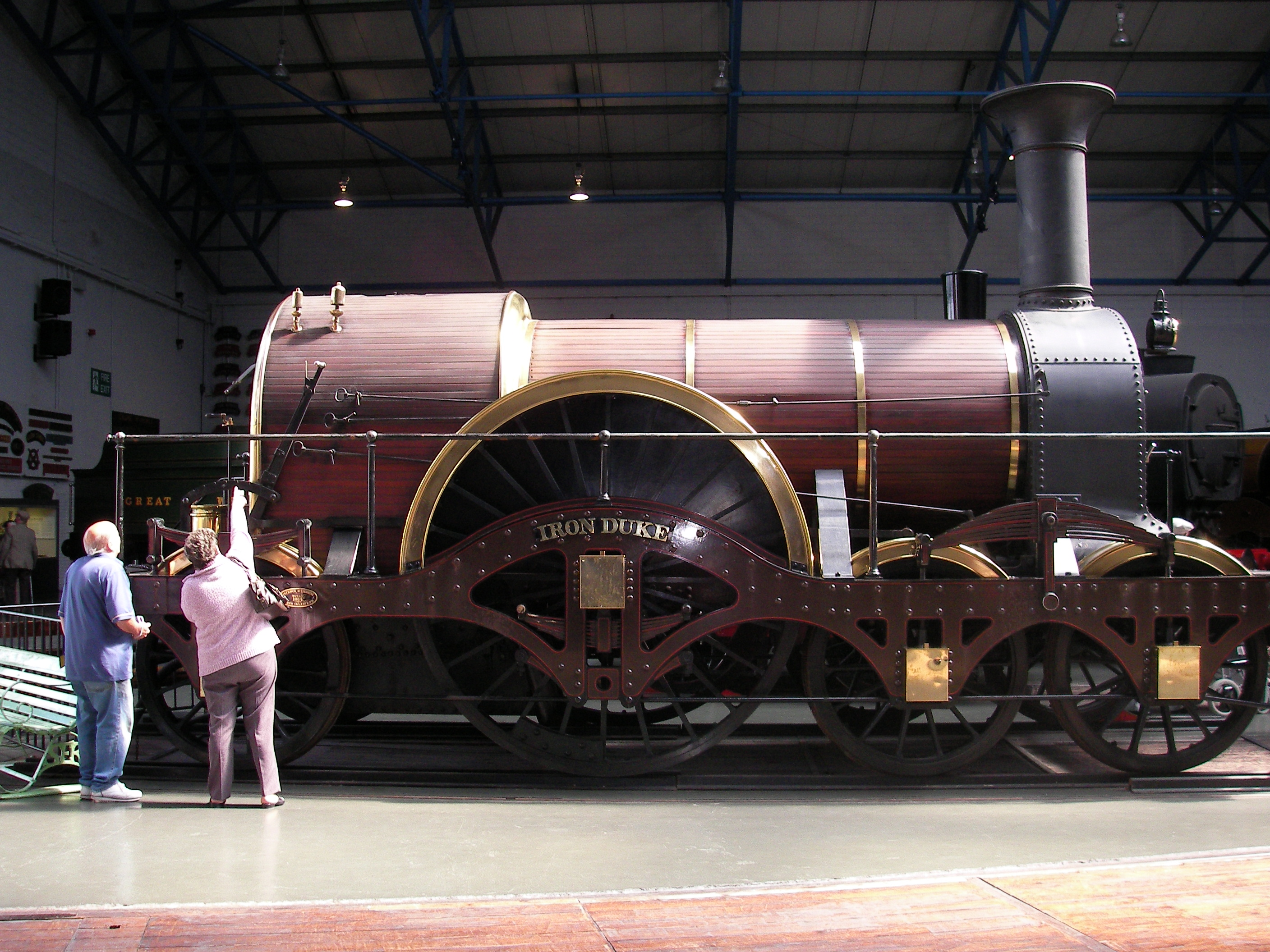
Replik im Maritime Heritage Centre
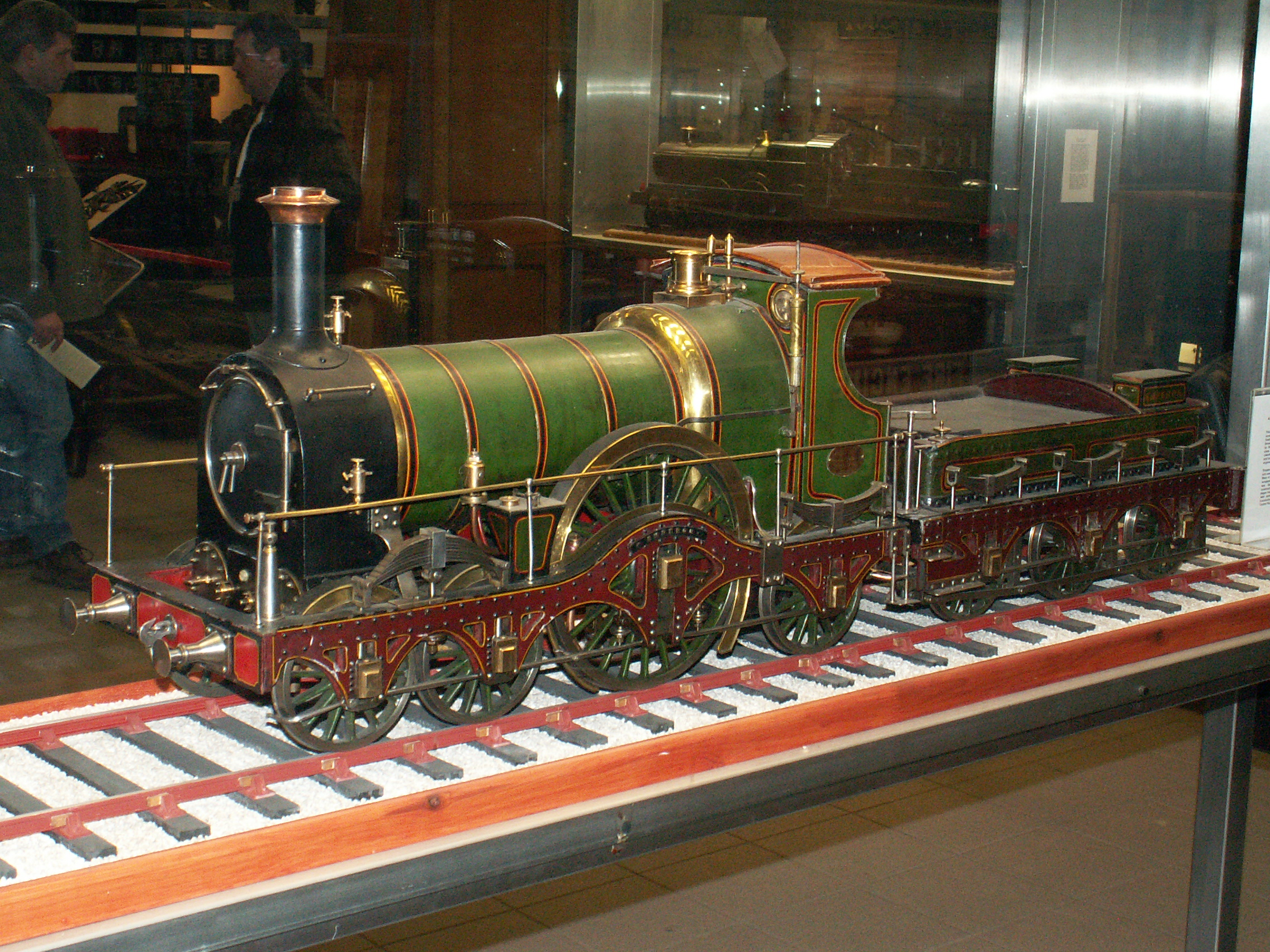
Maßstäbliches Modell im STEAM-Museum Swindon